# 呉服座
呉服座（くれはざ）は、愛知県犬山市の博物館明治村にある建築物。大阪府池田市に建てられていた芝居小屋を、1971年（昭和46年）に明治村に移築したものである。江戸時代に成立した劇場の形式をよく伝えているとされ、1984年（昭和59年）には国の重要文化財に指定された。

## 建築

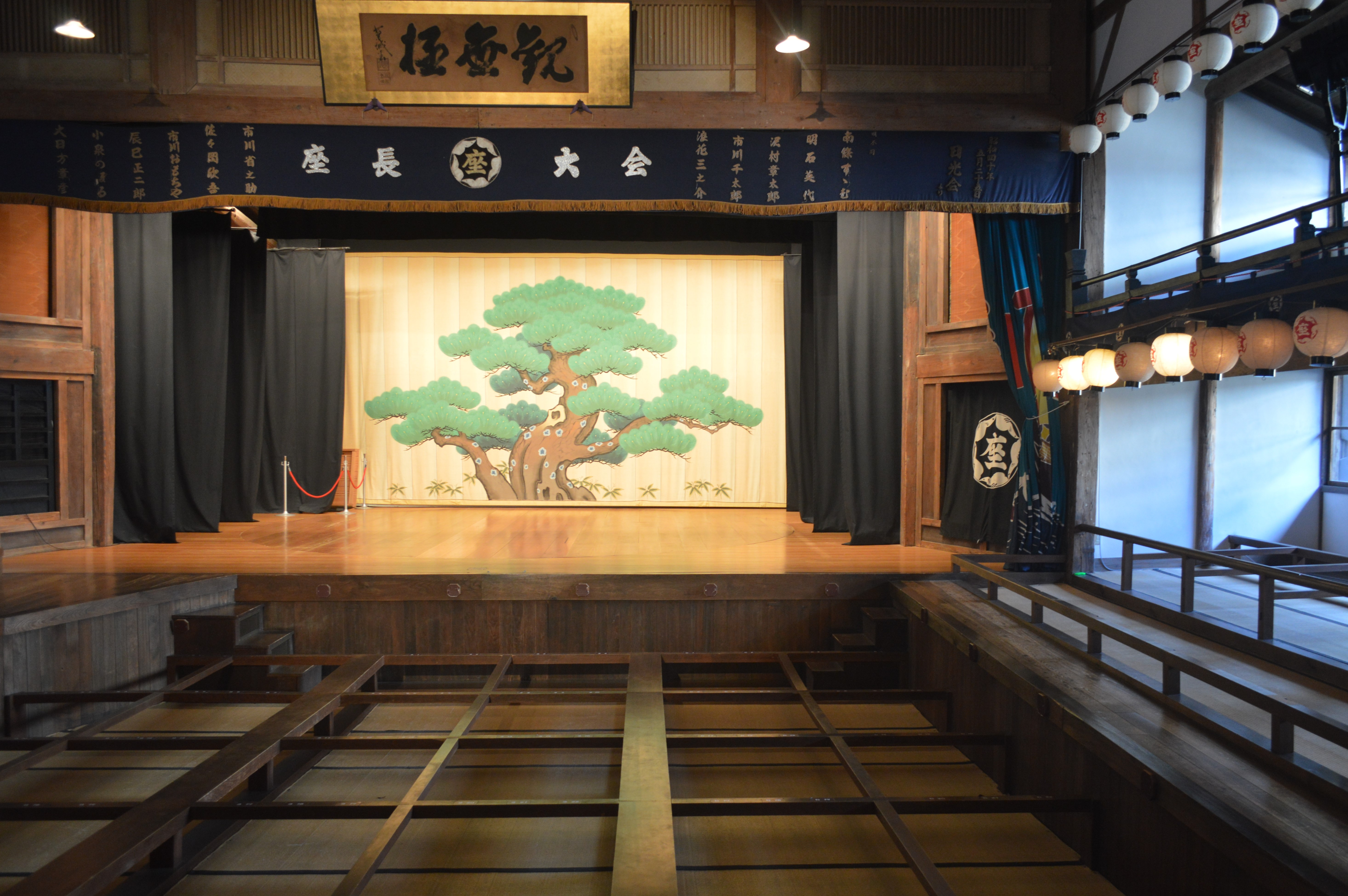
館内

木造、2階建て、切妻造の建物で、収容人数は 350 人程度である。舞台の大きさは、間口 10 メートル、奥行き 7.6 メートル。舞台の中央には直径6.4メートルの回り舞台が設けられ、舞台の両袖には、囃子部屋が設けられている。
舞台の天井部分には、間口 7.8 メートル、奥行き 7 メートルの葡萄棚が設けられており、これは、雪や桜の花びらをまき散らすためのものである。客席部分は、中央が平土間になっており、両側には桟敷が設けられている。花道の他に、石で造られた奈落なども設けられている。

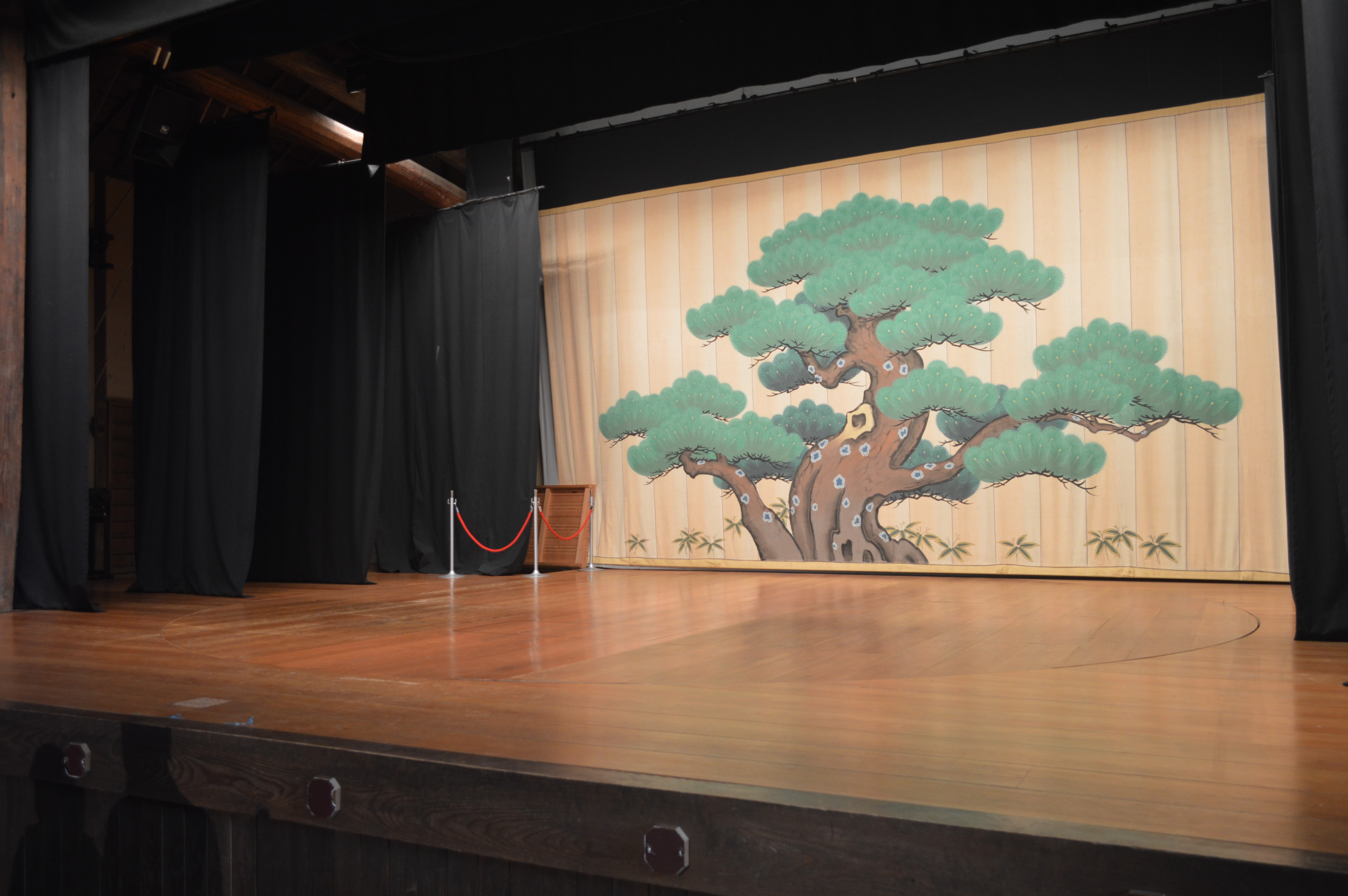
舞台
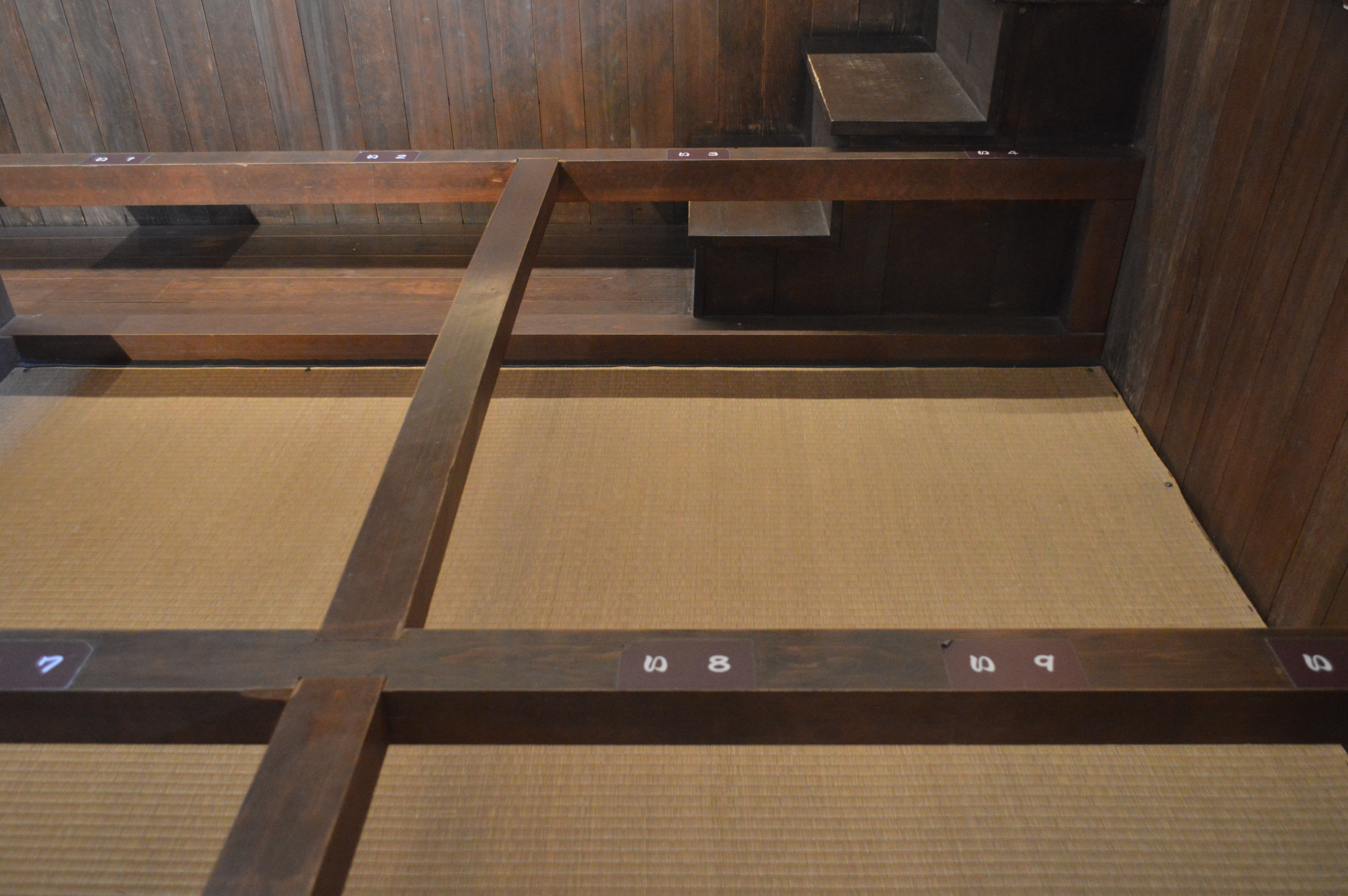
客席
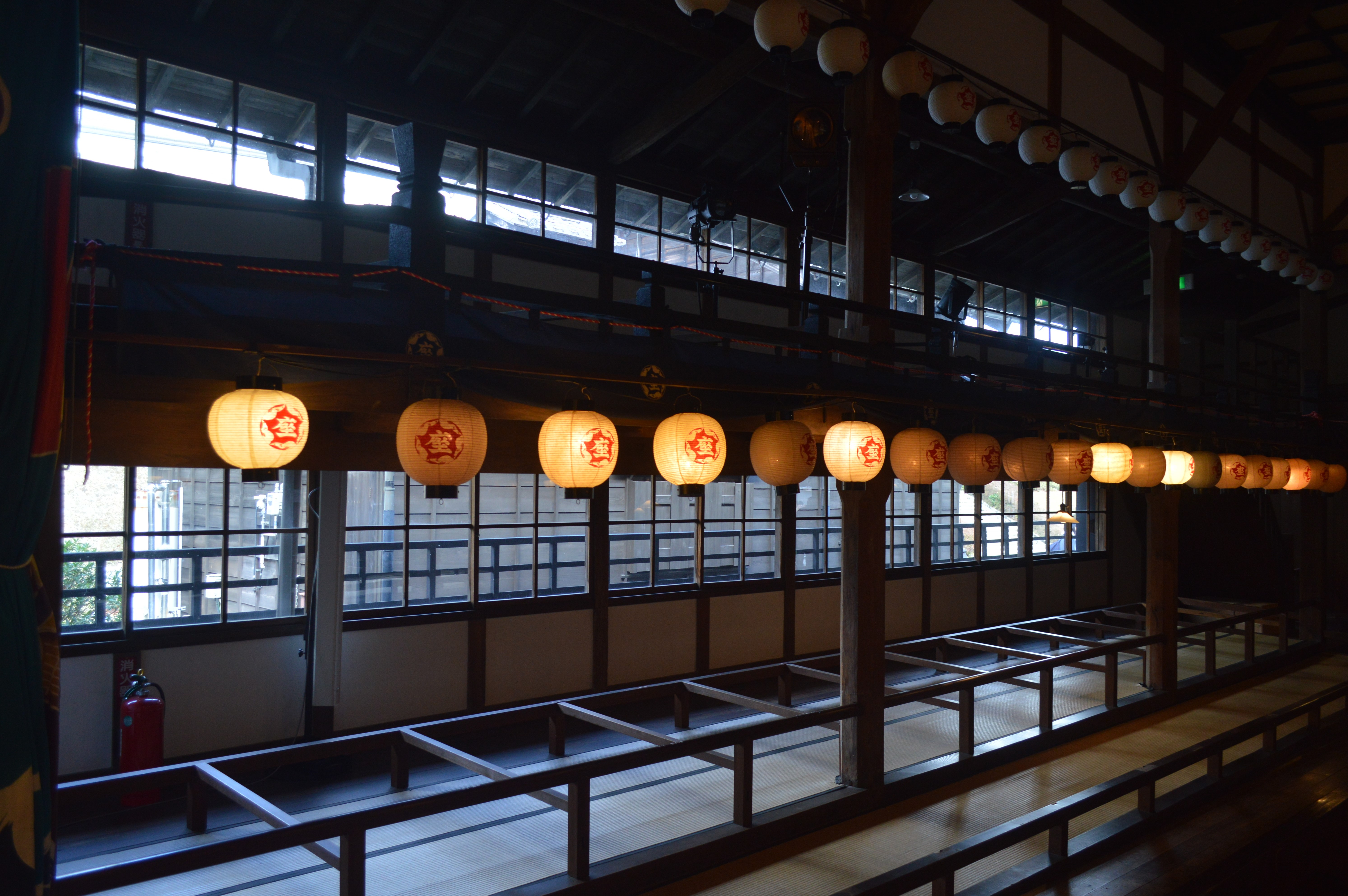
桟敷席
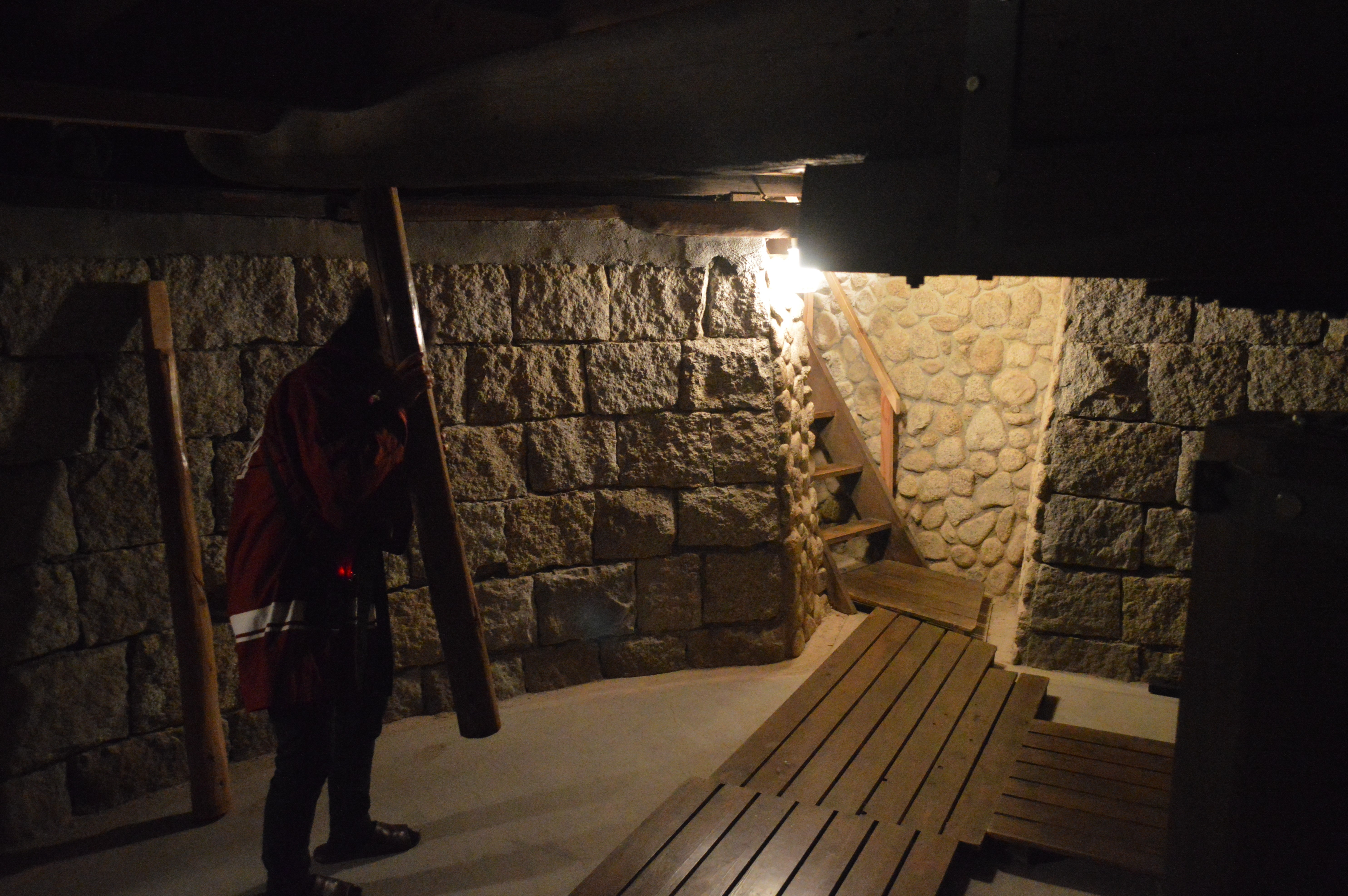
回り舞台の下部

## 演劇公演
営業当時、舞台が使われた日数は、1年のうち200日から250日程度に及んだ。歌舞伎や芝居、漫才や浪曲、浄瑠璃や映画、講談や落語、女剣劇や筑前琵琶などが上演されており、また、幸徳秋水や尾崎行雄らの演説会の会場になったこともあった。川上貞奴、日吉川秋水、長谷川一夫、川上音二郎、中村鴈治郎らが来演した。

## 歴史

### 演劇場「呉服座」（大阪府池田市）
1874年（明治7年）もしくは1875年（明治8年）に、現在の大阪府池田市栄本町の辺りに、戎座（えびすざ）という芝居小屋が建造されたとされている。
1892年（明治25年）、戎座が、西之口（現在の西本町）に架かる呉服橋（旧称：巡礼橋）の南側、猪名川の堤防沿いに移築されたとされ、巡礼橋の名称が呉服橋に変更されたことに伴って、戎座が呉服座と呼ばれるようになったと考えられている。
1929年（昭和4年）には中田安馬が建物を譲り受けて座主となった。1930年（昭和5年）には管理人住宅や楽屋などが入る建物が増築され、1931年（昭和6年）には映画上映のために楽士席や映写室などが加えられた。
太平洋戦争末期の1945年（昭和20年）6月から1946年（昭和21年）5月には大阪・四貫島の奥山鉄工所の倉庫として使用された。1946年（昭和21年）6月には再び芝居小屋としての営業を再開し、戦後の10年間が呉服座の最盛期とされる。
1969年（昭和44年）5月21日から5月末にかけて行われた歌舞伎の興行を最後に閉館した。閉館の理由は観客の減少による経営不振である。
1989年（平成元年）、池田市の呉服座跡地に黒御影石で造られた記念碑が建てられた。記念碑の大きさは、高さ 50 センチメートル、幅 80 センチメートルである。
2010年（平成22年）11月1日、池田市の映画館である池田中央シネマ1・2の跡地に、呉服座の建築様式を部分的に再現した大衆演劇場「池田呉服座」（いけだごふくざ）が開館した。

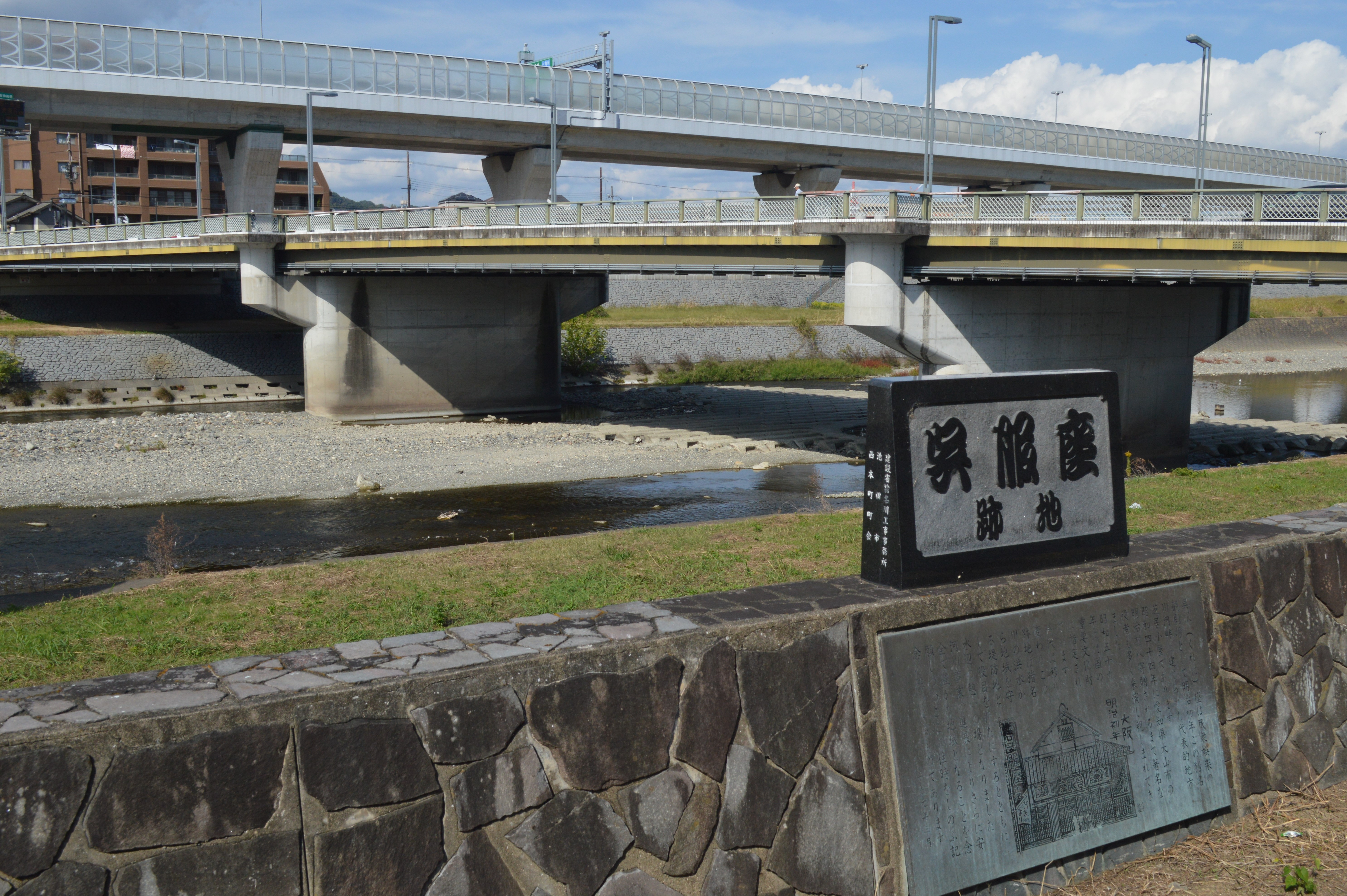
猪名川沿いの呉服座跡地（池田市）
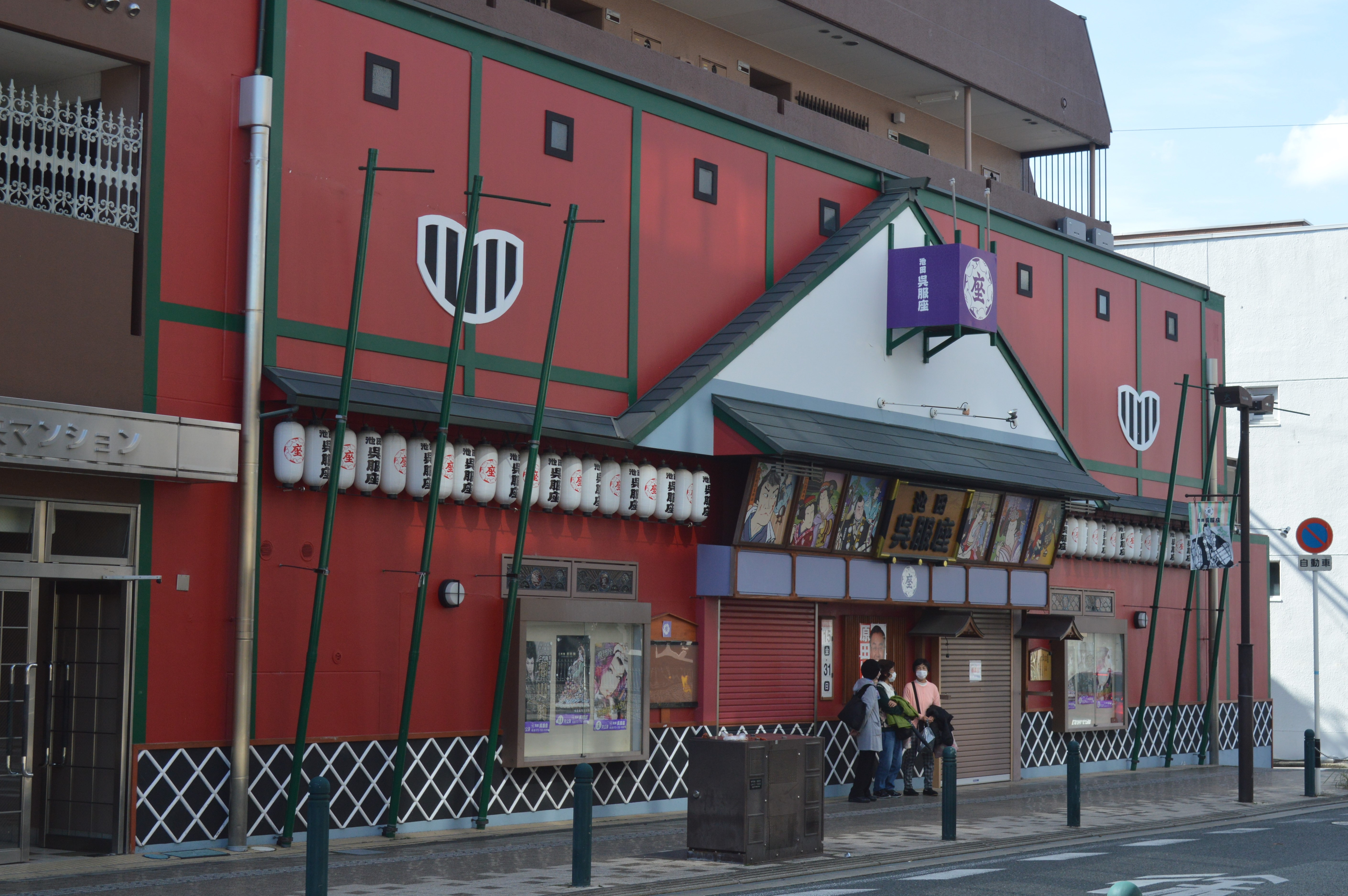
大衆演劇場の池田呉服座（池田市）

### 建築物「呉服座」（博物館明治村）
1969年（昭和44年）の閉館の際、建物は所有者から愛知県犬山市大字内山1番地にある博物館明治村に寄贈された。
1969年（昭和44年）7月18日から呉服座の解体が行われ、同年8月31日には博物館明治村への搬入が完了した。1970年（昭和45年）10月5日には移築工事に着工し、1971年（昭和46年）3月10日に移築工事が竣工した。総工費は7048万8000円である。同年3月18日に一般公開が開始された。
移築後の建物は、建築面積が 380.35 平方メートル、延床面積が 571.24 平方メートルである。江戸時代の劇場建築として希少価値が高いことから、1984年（昭和59年）12月28日、国の重要文化財に指定された。

## 読みについて
当建物の読みは、文化庁でも明治村でも「くれはざ」としているが、座の定紋は『糸輪の内側にお福の横顔を5つ配し、中央に「座」の一字』であることから、元来の読みは「ごふくざ」であったと考えられる。現在、大衆演劇場を運営している呉服座のサイトにおいても「移築を機に（読み方を変えて）呼ばれるようになったのではないか」としている。